# Julie von Quadt-Wykradt-Isny

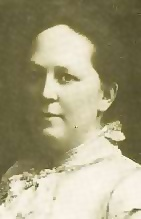
Julie Gräfin von Quadt

Julie Gräfin von Quadt zu Wykradt und Isny (* 24. November 1859, Lindau, Schloss Moos; † 14. Juli 1925 in Freiburg im Breisgau) war eine bayerische Adelige, Schriftstellerin und Stifterin des Franziskanerklosters Kelkheim (Taunus).

## Familie
Sie entstammte dem alten Adelsgeschlecht von Quadt und war die Tochter des bayerischen Diplomaten bzw. deutschen Reichstagsabgeordneten Graf Friedrich von Quadt-Wykradt-Isny (1818–1892) und dessen zweiter Gattin Maria Anna Pauline von Rechberg und Rothenlöwen (1834–1910). Ihre Mutter war eine Schwester Ottos von Rechberg (1833–1918), mehrfacher Präsident der Deutschen Katholikentage. Beide wurden als Kinder des bayerischen Standesherrn Graf Albert von Rechberg (1803–1885) geboren. Er war der Bruder des österreichischen  Außenministers Bernhard von Rechberg.

## Leben und Wirken
Die unverheiratete Gräfin Julie von Quadt galt als fromm und freigiebig, außerdem widmete sie sich der Schriftstellerei. Sie verfasste mehrere Erzählungen, die veröffentlicht wurden und der katholischen Erbauungsliteratur zuzuordnen sind.
Die Adelige lebte meist auf Schloss Moos bei Lindau am Bodensee. Am fürstlich hohenzollernschen Hof in Sigmaringen hatte sie den Franziskanerpater Nikolaus Breuning kennen gelernt. Ihm eröffnete sie die Absicht, einen Teil ihres Vermögens für den Bau einer katholischen Kirche in der Diaspora oder in einer armen Gemeinde spenden zu wollen. 

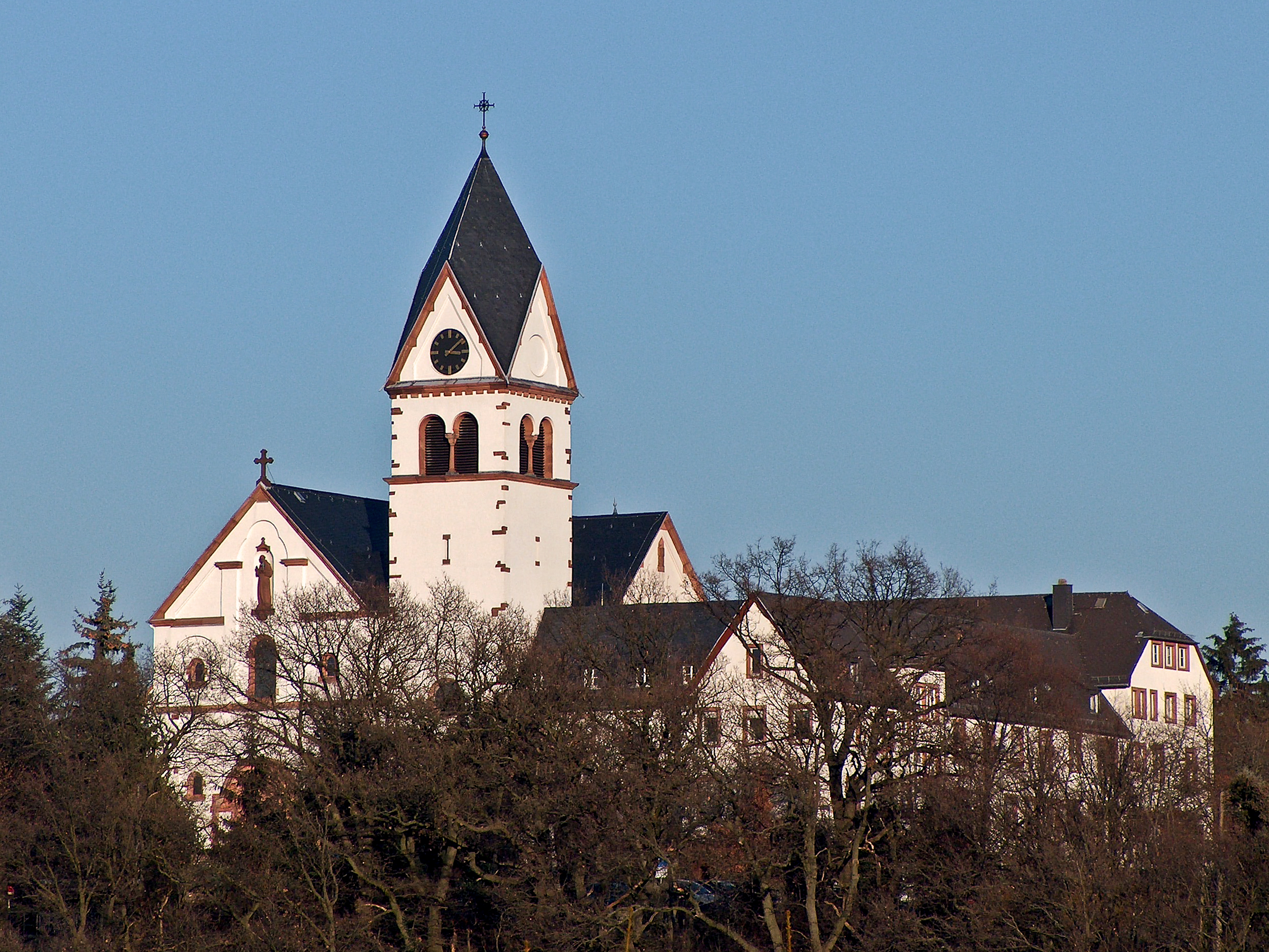
Ehem. Franziskanerkloster Kelkheim

Pater Breuning fasste den Plan, im hessischen Kelkheim ein Franziskanerkloster zu errichten, das die dortigen Katholiken betreuen sollte. Dieses Vorhaben finanzierte Julie von Quadt mit 160.000 Goldmark. Das Kloster wurde ab 1906 geplant und bis 1909 fertiggestellt. Zur Grundsteinlegung am 12. Juli 1908 fuhr sie selbst nach Kelkheim. Am 5. September 1909 wurde die Kirche vom Limburger Bischof Dominikus Willi geweiht, wobei wieder die Stifterin anwesend war. Pater Nikolaus Breuning wurde erster Guardian des Konvents. 
1916 stiftete Gräfin von Quadt nochmals 100.000 Mark (entspricht heute etwa 370.000 EUR) zur Errichtung einer katholischen Pfarrei in Kelkheim. Die Kirche und der Klosterkomplex existieren noch heute (2025), der Franziskanerkonvent wurde aufgelöst.
Im Jahre 1918 übergab sie dem Bischof von Augsburg eine Spende in Höhe von 200.000 Mark (heute ca. 420.000 EUR) zur Erbauung einer katholischen Kirche in Aeschach bei Lindau.
Durch die Inflation verlor die Wohltäterin ihr eigenes Vermögen und starb 1925 verarmt in Freiburg. 
Elisabeth, die Schwester der Gräfin Julie von Quadt, war verheiratet mit Carl Ernst Fugger von Glött (1859–1940) und die Mutter des Widerstandskämpfers Joseph-Ernst Fugger von Glött, der für die Zeit nach dem Attentat vom 20. Juli 1944 als Landesverweser Bayerns vorgesehen war.

## Werke (Auswahl)

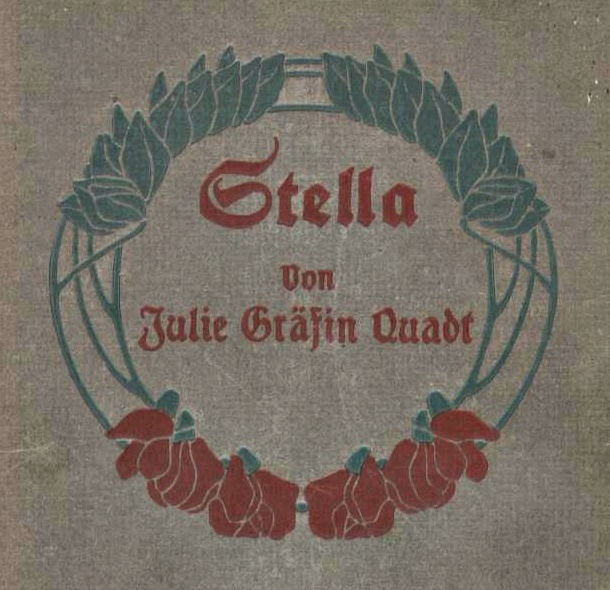
Jugendstil-Titelvignette zur Erzählung Stella, 1902

- Dein Reich komme zu uns!: Erzählung, 1897
- Glück wider Willen. Nationale Verlagsanstalt, Regensburg 1897. (2 Bände.)[3]
- Stella. Buchhandlung Dr. M Huttler-Seitz, Augsburg 1902.[4]
- D’Loni und andere Erzählungen. Friedrich Alber, Ravensburg 1905.[5]
- Höher hinauf! Friedrich Alber, Ravensburg 1912.
- Ihr Kinderlein Kommet, o Kommet doch all'! Erzählungen für Kommunionkinder. St. Josephs-Verein, Köln/Mainz 1921.